# Włodzimierz Pac
Włodzimierz Pac (ur. 1967 w Knyszewiczach, zm. 11 grudnia 2021 w Mińsku) – wieloletni dziennikarz Polskiego Radia.

## Życiorys
W latach 80. zaangażowany był w działalność Białoruskiego Zrzeszenia Studentów i Towarzystwa Pomost. Na początku lat 90. rozpoczął pracę w Polskim Radiu, od 1992 r. pracował w Redakcji Białoruskiej Programu V, następnie był korespondentem na Białorusi. W 2007 r. pełnił funkcję korespondenta w  Moskwie, w 2010 r. powrócił na Białoruś. W swoich relacjach odnajdywał, utrwalał i umacniał wszelkie żywe ślady polskości na Wschodzie. Zmarł na zawał serca. 18 grudnia 2021 został pochowany na prawosławnym cmentarzu w Samogródzie pod Sokółką na Podlasiu.
Pośmiertne odznaczony w 2021 przez prezydenta RP Andrzeja Dudę Złotym Krzyżem Zasługi.